# Faye Grant
Faye Grant, egentligen Faye Elizabeth Yoe, född 16 juli 1957 i St. Clair Shores, Michigan, är en amerikansk skådespelare.

## Karriär
Faye Grant sysslade med teater redan som tonåring. Hon flyttade hemifrån när hon var 18 år och liftade genom Mexiko, USA och Kanada. Hon levde ett tag i Mexico City där hon jobbade med spanskspråkig reklam men flyttade efter det till Kalifornien.
Grant är nog mest känd som doktor Juliet Parrish i miniserierna V och V: The Final Battle och i den efterföljande längre TV-serien i 19 delar.
Andra TV-serier hon har medverkat i är bland andra Hulken, Tales from the Crypt, Titta han flyger och Sjunde himlen.
Hon var gift med skådespelaren Stephen Collins (från Sjunde himlen) från den 21 april 1985 till 2015. De har en dotter som heter Kate.